# Love, かくし色
「Love, かくし色」（ラヴ・かくしいろ）は、1985年7月25日に発売された森山達也のソロシングル。
プロデューサーに一風堂の土屋昌巳を迎え、表題曲はカネボウ化粧品 秋のイメージ・ソング及び東宝配給映画『春の鐘』主題歌に起用された。

## 収録曲
1. Love, かくし色
作詞：麻生圭子 / 作曲：森山達也 / 編曲：土屋昌巳
2. DRIVE ME CRAZY
作詞・作曲：森山達也 / 編曲：土屋昌巳

## タイアップ
- カネボウ化粧品 1985年秋のイメージ・ソング
- 東宝配給映画『春の鐘』主題歌